# Tom Cary
Tom Cary es un grupo de krautrock e indie pop español originario de la ciudad de Málaga. 
Se formaron a principios de 2007 por Pablo Garrido, Fran Verdugo y Javier Muñoz. Tom Cary son un proyecto basado en la autogestión. Con su primera demo ganaron los concursos de bandas más prestigiosos en España como el Proyecto Demo 2006 -organizado por RN3, la cadena MTV y el Festival de Benicàssim (FIB), Lagarto rock, Villa de Madrid, Málaga Crea Rock y semifinales del Bilborock. A principios del 2007 Steve Albini se interesó por ellos y aceptó producir su primer álbum en sus estudios Electrical Audio de Chicago. Dieron así forma al álbum "That's Right! Clean your Soul" (Anewlabel / Pias Spain). Grabado durante la última semana del mes de julio íntegramente en directo, sus canciones son una muestra del sonido de la banda sin aderezos. Tanto Tom Cary como con Naïfloop (el proyecto en solitario de Pablo Garrido) forman parte del colectivo de música, videocreación y netlabel (MIGA) con el que han desarrollado un peculiar acercamiento a la electrónica, cuyo resultado podría ser descrito como un blues punk triturado por la batidora del ruido digital. 
Han girado durante estos años por España y el resto de Europa (FIB Benicassim, conciertos de la 2 de TVE, Bienal Europea de Bari en Italia) y a finales de 2008 estuvieron de gira por todo el territorio nacional con motivo del premio Circuito Pop Rock Junta de Andalucía. En el mes de febrero de 2009 realizaron una pequeña gira por Ecuador invitados por el Festival FFF de Ambato y, un mes después, participaron también en el prestigioso festival South by Southwest (SXSW) en Austin, Texas, siendo incluidos en la lista de shows recomendados por la publicación oficial del festival. Obtuvieron un éxito unánime de público y crítica en el festival más importante de Iberoamérica, Rock al Parque 2009 (Bogotá, Colombia), y en el Festival de Nuevas Bandas de Caracas (Venezuela). Han sido destacados por medios nacionales e internacionales y han compartido cartel con artistas como Tom Verlaine o Ryoji Ikeda. 

## Discografía

### Álbumes
- That's Right! Clean your Soul (2007)
- Grace of the Pure Hearts «Caras B» (2010)
- Las Hidden Logics (2011)